# Критская литература

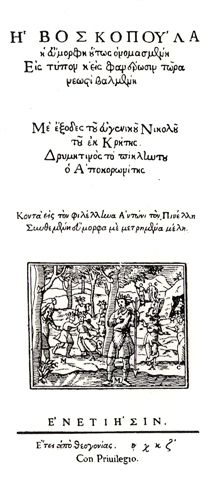
Титульный лист созданной на крите поэмы «Пастушка»

Критская литература занимает особое место в общей истории греческой литературы. Это обусловлено тем, что после завоевания Османской империей материковой Греции, крупные острова, в том числе Крит, сопротивлялись захватчикам долгое время. Крит был захвачен только в 1669 году, спустя более чем два века после потери Пелопоннеса, который греки удерживали после покорения османами Константинополя и Афин. Период зарождения и расцвета критской литературы как отдельного явления греческой литературы приходится на конец XVI — середину XVII веков.

## История
Несмотря на то, с 1204 года, по окончании византийского периода, Крит находился под властью Венеции, литература острова оставалась по форме и содержанию типично византийской. Среди литературы оставшихся греческих островов её выделало богатство жанров, достигшее пика в поздние годы венецианского владычества, после восстания 1572 года. Это стало следствием, с одной стороны, усиления автономии острова, а с другой — введением ограничений на духовную жизнь, что привело к сосредоточению её в «академиях» — литературных кружках, где богатые горожане читали свои произведения и ставили спектакли. Основной язык произведений — итальянский.
С XVII века начинается обособление критской литературы от византийской. Одним из примером этого является единственная на острове пасторальная поэма «Пастушка», впервые опубликованная в Венеции в 1627 году. Другими примерами являются трагедия «Царь Родолин» Иоанна Андреа Троила (1647, Венеция) на сюжет «Торрисмондо» Торквато Тассо, и трагедия «Эрофили» Георгия Хортациса (1637, Венеция) на сюжет «Орбекки» Чинцио Джиральди. Трагедия «Царь Родолин» примечательна тем, что в её финале звучит первый на Крите сонет на греческом языке. Трагедия «Эрофили» занимает особое место в критской и греческой литературе. Заглавная героиня этого произведения уникальна не только для своего времени, но и для последующих веков: вопреки традиционному представлению о положении женщины в обществе, Эрофили требует права самостоятельно распоряжаться своей судьбой, что находит отклик в чаяниях народа, боровшегося против османского владычества. Как и «Пастушка», эта трагедия становится достоянием народного фольклора.
Народный характер носят критские комедии, которым присущи живые диалоги и грубый юмор и одно из самых значимых поэтических произведений — «Эротокрит», написанная между 1646 и 1669 годами поэма, включённая в список 300 шедевров мировой культуры ЮНЕСКО. В поэме вновь можно увидеть характерные черты критской литературы: заимствование сюжетов из других европейских источников, в первую очередь, итальянских, их переработка с учётом национальной культуры и иного уклада жизни.
С приходом Османской империи критская литература фактически прекратила своё существования, а немногочисленные её представители нашли убежище в Италии. Многие произведения критской литературы пережили эпоху османского владычества в устной форме, сохраняясь в народе вплоть до XX века.

## Характеристика
Критская литература формировалась под сильным влиянием итальянской литературы, преобразовавшей древнегреческие и фольклорные литературные традиции. У итальянских авторов заимствовались сюжеты и форма, хотя некоторые жанры, характерные для Италии, распространения на Крите не получили, в частности, новелла. Большая часть произведений относится к поэзии, в которой находят применение новые метрические формы: одиннадцатисложник, сонет, баллада, октава. Не до конца разорвана связь с фольклором, что проявляется в анонимности авторства многих произведений. Особенностью является отсутствие религиозной подоплёки в сюжетах, которые не противопоставляют христианство и мусульманство, а предпочитают нейтральное изображение борьбы национальных героев против внешнего врага.